# Beauty Never Lies
A Beauty Never Lies (magyarul: A szépség sohasem hazudik) egy dal, amely Szerbiát képviselte a 2015-ös Eurovíziós Dalfesztiválon, Bécsben a szerb Bojana Stamenov előadásában. A dal a 2015. február 15-én megrendezett 3 fős szerb nemzeti döntőben nyerte el az indulás jogát - igaz, akkor még szerb nyelven, Ceo svet je moj címen.
A dalt az Eurovíziós Dalfesztiválon, Bécsben először a május 19-i első elődöntőben adták elő, fellépési sorrendben kilencedikként a macedón Daniel Kajmakoszki Autumn Leaves című dala után, és a magyar Boggie Wars for Nothing című dala előtt. Innen 63 ponttal, a 9. helyen jutott tovább a döntőbe.
A május 23-i döntőben fellépési sorrendben nyolcadikként adták elő a dalt, a litván Monika Linkytė és Vaidas Baumila This Time című dala után, és a norvég Mørland és Debrah Scarlett A Monster Like Me című dala előtt. A szavazás során 53 pontot szerzett, amivel a 10. helyen végzett. A szavazás során egy országtól, Montenegrótól kapta meg a maximális 12 pontot.

## Külső hivatkozások
- Dalszöveg. 4lyrics.eu. [2015. július 11-i dátummal az eredetiből archiválva]. (Hozzáférés: 2015. július 2.)
- A dal videóklipje. Eurovision Song Contest
- A dal előadása a szerb nemzeti döntőben. YouTube-videó, 2015. február 15.
- A dal előadása a 2015-ös Eurovíziós Dalfesztivál első elődöntőjében. YouTube-videó, Eurovision Song Contest, 2015. május 19.
- A dal előadása a 2015-ös Eurovíziós Dalfesztivál döntőjében. YouTube-videó, Eurovision Song Contest, 2015. május 23.